# Real de vellón

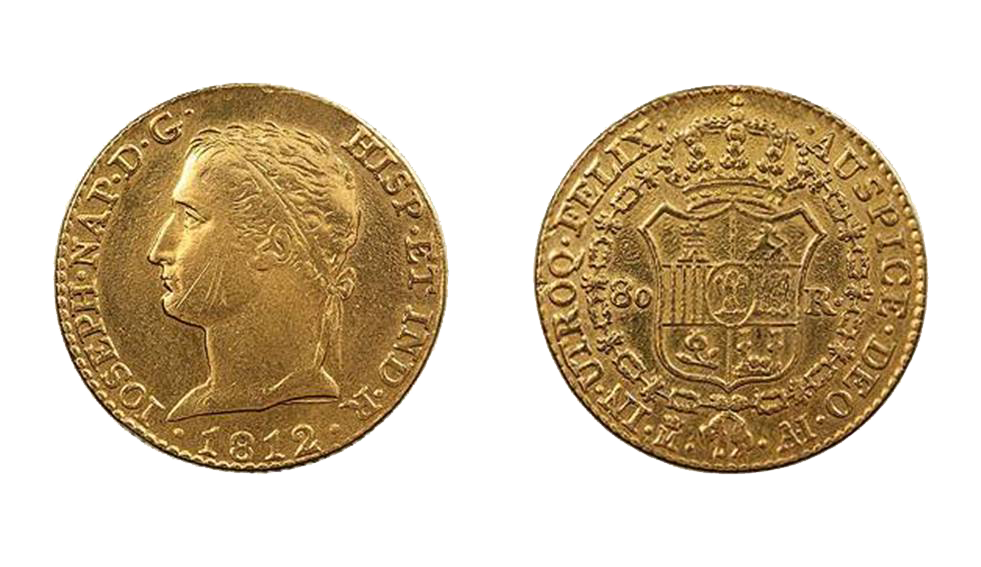
80 reales de oro de José I Bonaparte (1812).

En el siglo XIX, el rey José I de España mandó acuñar durante su reinado dos sistemas monetarios paralelos basados en el real como unidad monetaria, pero con dos valores diferentes: el real español tradicional y el «real de vellón» (nombre de la aleación de cobre y plata en que estaba acuñado), con una equivalencia de dos y medio (2 1⁄2) reales de vellón por cada real tradicional.
El último monarca que acuñó el real español tradicional fue Fernando VII. Isabel II tan solo acuñó monedas con facial expresado en reales de vellón. Desde entonces, un real de vellón equivalía a 25 céntimos de peseta. Hasta el final de la peseta, a las monedas de 25 céntimos se las denominó «real» y a las de 50, «de dos reales».

## José I Bonaparte
Con la denominación expresada en reales de vellón, José I Bonaparte acuñó piezas de 8 maravedíes en bronce, 1, 2, 4, 10 y 20 reales en plata y 80 y 320 reales en oro.

## Fernando VII
Durante el reinado de Fernando VII se emitieron 1, 2, 4 y 8 maravedíes en cobre, 4, 10 y 20 reales en plata y 80, 160 y 320 reales en oro. Hay que señalar que la moneda de 10 reales de vellón era un resello de monedas francesas que el rey trajo a España después de su exilio en Francia.

## Isabel II
Antes de la primera reforma monetaria decimal, durante el reinado de Isabel II se acuñaron monedas de 1, 2, 4 y 8 maravedís en cobre, 1, 2, 4, 10 y 20 reales en plata y 80 reales en oro.
Posteriormente, desde 1850, se adoptó el sistema decimal que dividía el real de vellón en 10 décimas o en 100 céntimos de real, aunque las monedas anteriores al nuevo sistema nunca perdieron su valor adquisitivo y, por tanto, seguían normalmente en circulación. Fueron acuñadas monedas de media, 1 y 2 décimas, así como de medio real en cobre, 5, 10 y 25 céntimos de real también en cobre y 20, 40 y 100 reales en oro.
Todas estas monedas emitidas bajo la denominación «de vellón» fueron acuñadas por casas de la moneda radicadas en la península. Las piezas de oro se acuñaron mayoritariamente en la Real Casa de la Moneda de Madrid y en la de Sevilla.

## Equivalencias
| EQUIVALENCIAS | EQUIVALENCIAS  |
| Real          | Real de vellón |
| 8 escudos     | 320 reales     |
| 4 escudos     | 160 reales     |
| 2 escudos     | 80 reales      |
| 8 reales      | 20 reales      |
| 4 reales      | 10 reales      |
| 2 reales      | 5 reales       |
| 1 real        | 2½ reales      |
| 1/2 real      | 1¼ real        |
| 8 maravedíes  | 8 maravedíes   |
| 4 maravedíes  | 4 maravedíes   |
| 2 maravedíes  | 2 maravedíes   |
| 1 maravedí    | 1 maravedí     |
| ------------- | -------------- |